# Mahagi (stad)
Mahagi is een stad in de Democratische Republiek Congo in de provincie Ituri. Het is het administratief centrum van het territorium Mahagi.
De grootste bevolkingsgroep zijn de Alur.
Mahagi ligt aan het Albertmeer en heeft een haven. De stad ligt aan de autoweg RN27.

## Religie
Voor de evangelisatie van de streek stonden de Missionarissen van Afrika in. Paters Laurent Coninx, Jozef Laanen en broeder Cornelius Ackermans kwamen in 1912 aan in Mahagi. Mahagi is sinds 1962 de zetel van een rooms-katholiek bisdom.